# Abdiunguis fenderi
Abdiunguis fenderi är en skalbaggsart som beskrevs av Park och Wagner 1962. Abdiunguis fenderi ingår i släktet Abdiunguis och familjen kortvingar. Inga underarter finns listade i Catalogue of Life.